# Kuromrtvy
Kuromrtvy je zaniklá vesnice v blízkosti Břevnova v Praze. Je zmiňována již v roce 993 v zakládací listině břevnovského kláštera (ta je ovšem pravděpodobně diplomatickým falzem z let 1253–1255, potvrzujícím již existující stav klášterní pozemkové držby a práv kláštera). V latinském textu tohoto dokumentu je vesnice uvedena jako Kuromirtwiche. Vesnice je zmíněna i darovacích listinách Václava I. v roce 1249 a Přemysla Otakara II. v roce 1256; do počátku 15. století pravděpodobně zanikla.
Je pravděpodobné, že byla později nahrazena osadou Břevnovek, zmiňovanou k roku 1430. Dnes se tato část Prahy jmenuje Malý Břevnov.